# Манакін венесуельський
Манакін венесуельський (Heterocercus flavivertex) — вид горобцеподібних птахів родини манакінових (Pipridae).

## Поширення
Вид поширений у східній Колумбії, південно-західній Венесуелі і в Бразилії північніше річки Амазонки. Мешкає у підліску варзейських лісів, у галерейних і прибережних лісах басейнах річок Ріу-Негру та Оріноко; воліє темні водостоки з піщаними ґрунтами; трапляється у рівнині до 300 м над рівнем моря.